# Valeri Dolinin
Valeri Dolinin –en ruso, Валерий Долинин– (25 de julio de 1953-15 de noviembre de 2021) fue un deportista soviético que compitió en remo.
Participó en dos Juegos Olímpicos de Verano en los años 1976 y 1980, obteniendo dos medallas, bronce en Montreal 1976 y plata en Moscú 1980. Ganó cuatro medallas en el Campeonato Mundial de Remo entre los años 1977 y 1982.

## Palmarés internacional
| Juegos Olímpicos   | Juegos Olímpicos          | Juegos Olímpicos  | Juegos Olímpicos   |
| Año                | Lugar                     | Medalla           | Prueba             |
| ------------------ | ------------------------- | ----------------- | ------------------ |
| 1976               | Montreal (Canadá)         | Medalla de bronce | Cuatro sin timonel |
| 1980               | Moscú (URSS)              | Medalla de plata  | Cuatro sin timonel |
| Campeonato Mundial |                           |                   |                    |
| Año                | Lugar                     | Medalla           | Prueba             |
| 1977               | Ámsterdam (Países Bajos)  | Medalla de plata  | Ocho con timonel   |
| 1978               | Cambridge (Nueva Zelanda) | Medalla de oro    | Cuatro sin timonel |
| 1981               | Múnich (RFA)              | Medalla de oro    | Cuatro sin timonel |
| 1982               | Lucerna (Suiza)           | Medalla de plata  | Cuatro sin timonel |